# Алиса Златаревић
Алиса Златаревић (Зеница, 1987/1988) босанскохерцеговачка је манекенка и фотомодел. Деловала је и као модни дизајнер. Изабрана је да као мис БиХ представља своју земљу на такмичењу Мис Земље за 2008. годину. Била је асистент у организацији Европског фестивала моде и дизајна (Сарајевска недеља моде). Живи и ради у Сарајеву.